# Duckeella pauciflora
Duckeella pauciflora är en orkidéart som beskrevs av Leslie Andrew Garay. Duckeella pauciflora ingår i släktet Duckeella och familjen orkidéer. Inga underarter finns listade i Catalogue of Life.